# Margaret Levi
Margaret Levi (née en 1947) est une politologue et auteure américaine, connue pour ses travaux sur l'économie politique comparée, la politique du travail et la théorie démocratique, notamment sur les origines et les effets d'un gouvernement digne de confiance.

## Éducation
Margaret Levi obtient son baccalauréat en sciences politiques du Bryn Mawr College en 1968. À Bryn Mawr, elle est poussée par Alice Frey Emerson, Paul Brass et Peter Bachrach à poursuivre des études en sciences politiques. En 1967, elle suit un cours au Swarthmore College aux côtés de ses camarades Peter J. Katzenstein (en) et David D. Laitin (en), qui sont tous deux d'éminents politologues,.
Elle commence ses études de doctorat en planification urbaine et régionale à la Harvard Graduate School of Design. Elle abandonne cependant ses études avant de retourner à l’université de Harvard pour faire un doctorat en sciences politiques. Au cours de ses études de doctorat en sciences politiques, elle est influencée par Michael Lipsky, Robert Fogelson et Edward Banfield.
Elle obtient son doctorat à l'Université Harvard en 1974, l'année où elle rejoint la faculté de l'Université de Washington,. Dans ses premiers travaux, elle se concentre sur la politique urbaine. À l'Université de Washington, elle co-enseigné avec Douglass North pendant plusieurs années. 

## Carrière
De 2014 à 2022, elle est directrice Sara Miller McCune du Center for Advanced Study in the Behavioral Sciences (CASBS) de l'Université Stanford. Après avoir quitté son poste de directrice du CASBS, elle passe à Stanford en tant que professeur de sciences politiques, membre du corps professoral du CASBS, chercheur principal au Centre pour la démocratie, le développement et l'État de droit (CDDRL) de l'Institut Freeman Spogli, ainsi que ainsi que chercheur principal au Woods Institute for the Environment et codirectrice de la Stanford Ethics, Technology, and Society Initiative. Elle est également professeur émérite Jere L. Bacharach d'études internationales au Département de science politique de l'Université de Washington.
Elle est Senior Fellow au Watson Institute for International Studies, à l'Université Brown pour 2013-2014. Elle occupe la chaire de politique du Centre d'études des États-Unis de l'Université de Sydney de 2009 à 2013. À l'Université de Washington, elle est directrice du centre CHAOS (Comparative Historical Analysis of Organizations and States). Elle a auparavant occupé le poste de présidente Harry Bridges et de directrice du Harry Bridges Center for Labour Studies à l'Université de Washington.
Le livre de Levi Of Rule and Revenue (1988), une étude des institutions de production des revenus de l'État, contribue à lancer des approches de choix rationnel en politique comparée. Depuis, elle a « poussé l'analyse des choix rationnels dans de nouveaux domaines substantiels », par exemple en examinant l'acceptation par la population de la conscription militaire dans Consent, Dissent, and Patriotism (1997).
Elle est également co-auteur de Analytic Narratives (Princeton University Press, 1998),, Cooperation Without Trust? (Russell Sage, 2005), et Labor Standards in International Supply Chains (Edward Elgar, 2015). In the Interest of Others (Princeton, 2013), co-écrit avec John Ahlquist, explore la manière dont les organisations incitent leurs membres à agir au-delà de leurs intérêts matériels.
Dans d’autres travaux, elle étudie les conditions dans lesquelles les gens en viennent à croire que leurs gouvernements sont légitimes et les conséquences de ces croyances sur le respect, le consentement et l’État de droit. Ses recherches continuent de se concentrer sur la manière d'améliorer la qualité du gouvernement,,. Elle s'engage également pour comprendre et améliorer les chaînes d'approvisionnement afin que les biens que nous consommons soient produits d'une manière qui soutient à la fois les travailleurs et l'environnement.
Levi lance le Brand Responsibility Project, un projet de recherche visant à documenter la campagne et le règlement des différends entre Nike, Inc. et la Central General de Trabajadores of Honduras (CGT). La CGT affirme que Nike est responsable de l'indemnisation des terminaux, des avantages sociaux et de la réembauche prioritaire de 1 800 employés d'usine à la suite de la faillite et de la fermeture en 2009 de deux usines honduriennes (Hugger et VisionTex) qui faisaient partie de la chaîne d'approvisionnement de Nike.
Alors qu'il est directrice du CASBS, une grande partie de ses recherches se concentrent sur l'économie politique, les théories du changement et la conception institutionnelle dans ce que Levi et ses collaborateurs décrivent comme le cadre d'une nouvelle « économie politique morale ».
Levi est rédactrice en chef de la revue Cambridge Studies in Comparative Politics. Elle est membre rédactrice en chef des Actes de l'Académie nationale des sciences des États-Unis d'Amérique (PNAS) et co-rédactrice en chef de la Revue annuelle de science politique. Elle siège aux conseils d'administration du : Social Science Research Council (SSRC), Institut d'études avancées de Princeton, Centre d'études avancées en sciences sociales (CEACS) de Madrid ; Groupe de chercheurs et de chercheurs du World Justice Project et de l'Institut Berggruen.
Elle reçoit les bourses Woodrow Wilson en 1968, German Marshall en 1988-1989 et le Center for Advanced Study of the Behavioral Sciences en 1993-1994. 

## Récompenses
Elle est membre de l'Académie américaine des arts et des sciences en 2001, John Simon Guggenheim Fellow en 2002 et membre de l'Académie nationale des sciences en 2015. Elle est présidente de l'American Political Science Association de 2004 à 2005. En 2014, elle reçoit le prix William Harrison Riker de science politique. Elle est élue membre de l'Académie américaine des sciences politiques et sociales en 2017. Elle est élue à la Société américaine de philosophie en 2018 et à la British Academy en 2022,. Elle est la lauréate 2019 du Prix Johan-Skytte. En 2020, ses idées sur le « destin de la communauté » sont reconnues comme la percée Falling Walls de l’année en sciences sociales et humaines. Elle reçoit un doctorat honorifique de l'Université Charles-III de Madrid en 2019.

## Vie privée
Levi et son mari, l'avocat Robert Kaplan, collectionnent l'art aborigène australien,. Ancestral Modern, une exposition tirée de leur collection, est présentée au Seattle Art Museum (SAM) en 2012,.

## Publications
- A Moral Political Economy: Present, Past, and Future. 2021. Cambridge University Press. (écrit avec Federica Caraguti)
- In the Interest of Others: Organizations and Social Activism . 2013. Princeton University Press (écrit avec John Ahlquist).
- "Why We Need a New Theory of Government." 2006. Perspectives sur la politique 4(1) : 5-19.
- Cooperation without Trust? 2005. Russell Sage Foundation. (écrit avec Karen Cook et Russell Hardin).
- « Organizing Power: Prospects for the American Labor Movement » 2003. Perspectives on Politics 1(1) : 45-68.
- «The Economic Turn in Comparative Politics». 2000. Études politiques comparées 33(6/7) : 822-844.
- "Political Trust and Trustworthiness." 2000. Annual Review of Political Science 3:475–507. (écrit avec Laura Stoker).
- Competition and Cooperation: Conversations with Nobelists about Economics and Political Science. 1999. Russell Sage Foundation. (édité avec James Alt et Elinor Ostrom).
- Analytic Narratives. 1998. Princeton University Press (écrit avec Robert Bates, Avner Greif, Jean-Laurent Rosenthal et Barry Weingast).
- Trust and Governance. 1998. Russell Sage Foundation. (édité avec Valerie Braithwaite).
- "Social and Unsocial Capital: A Review Essay of Robert Putnam's Making Democracy Work." Politique et société 24(1) : 45-55.
- Consent, Dissent, and Patriotism. 1997. Cambridge University Press.
- Marxism. 1991. Édouard Elgar. (éditeur).
- The Limits of Rationality.. 1990. University of Chicago Press. (édité avec Karen Cook).
- Of Rule and Revenue. 1988. University of California Press.
- Bureaucratic Insurgency: The Case of Police Unions. 1977. Livres de Lexington.